# Loreli Mancilla
Loreli Mancilla (Cd. Juárez, Chihuahua, México, 21 de octubre de 1981) es una actriz, cantante, conductora y bailarina, graduada del Centro de Educación Artística de Televisa. Nombrada reina del espectáculo en el carnaval de Campeche 2013. Participante de La voz México 4, en el equipo de Laura Pausini. También ha particido en distintos proyectos de Televisa.

## Biografía
Lorelí Mancilla Beutelspacher nació en Ciudad Juárez, Chihuahua; desde los 12 años de edad realizó sus primeras actividades como modelo en pasarelas, comerciales, performance y fotografías en Tijuana, BC. A los 14 años participó por primera vez en un certamen de belleza internacional, ganando el tercer lugar; al poco tiempo participó en Señorita Baja California, y ganó, pero por ser menor de edad no le dieron el título. Fue en el certamen de Señorita Playas de Tijuana que se llevó por primera vez una corona.
En la preparatoria entró al taller de danza folclórica al cual siguió asistiendo como exalumna y gracias a esta actividad tuvo la oportunidad de hacer giras a distintas ciudades como: Mazatlán, Sonora, Nayarit, Guadalajara, etc. En cuarto semestre de preparatoria ganó el certamen Señorita Prepa (Preparatoria Federal Lázaro Cárdenas, Tijuana); en ese tiempo ingresó a una de las mejores agencias de modelos de Tijuana y en los primeros meses fue elegida como imagen del Canal 12 (Televisa, Tijuana XEWT-TV): grabó promocionales por más de un año y continuó trabajando como modelo en pasarela. Estudió un año la carrera de Comunicación en la UABC, Campus Tijuana, hasta que a principios del 2001 entró a estudiar actuación en el Centro de Educación Artística de Televisa (CEA).
Al egresar del CEA (2004) incursionó en el Teatro Musical, en la obra Anita la huerfanita, así mismo tuvo una participación en el programa Bajo el mismo techo, con el papel de Valeria. Por el mismo periodo estuvo en la telenovela Pablo y Andrea con el personaje de Laura Ortiz.
Su pasión por la actuación y el baile la llevaron a seguir participando en teatro musical, durante 2006-2007 estuvo en la obra Vaselina interpretando el papel de "Frenchie”.  En este periodo además tuvo participaciones en diversos programas unitarios y telenovelas.
Para el año de 2008, tiene la oportunidad de interpretar en la pantalla chica a “Candela” en la telenovela Juro que te amo, personaje que está enamorada del protagonista de la historia. En 2009 regresa al teatro musical protagonizando El show del terror de Rocky. En 2010 interpretó a Dorothy en la obra El mago de Oz, bajo la producción y dirección de Alejandro Medina.
Durante 2011-2012 continuó con diversas participaciones en telenovelas y programas unitarios. En 2013 fue nombrada Reina del Espectáculo en el Carnaval de Campeche 2013. Tuvo una participación especial en la telenovela Amores verdaderos, en 2014 participa en el programa de talento La voz México de Televisa.
La ciudad de Los Ángeles, California, la invitó a ser juez en el programa Tengo talento del canal Estrella TV, y en varias ocasiones fue invitada al programa A que no puedes.

## Premios
- Premio Rafael López Mirnau a la Mejor Actriz por Yvonne, princesa de Borgoña.

## Estudios Artísticos
- Taller de Prácticas profesionales de doblaje musical con Beto Castillo.
- Egresada del Curso de Conducción de Televisa 2014.
- Egresada del Centro de Educación Artística de Televisa. Generación 2004 Archivado el 5 de marzo de 2016 en Wayback Machine..[6]
- Egresada del Ballet Folclórico YÍ-MA 1996.
- Curso de Modelaje Arte Modelos de René Tamayo,1996.
- Curso de Modelaje A&A Models, 1994.
- Curso de Pintura y Artes Plásticas, 1990-1991.
- Curso de Pintura en la Universidad Autónoma de Cd. Juárez, 1990.
- Primer Lugar en el concurso "La Vuelta al Mundo en un Dibujo".

## Experiencia en Telenovelas
- 2021. Diseñando tu amor
- 2016. Despertar contigo
- 2016. Por siempre Joan Sebastian
- 2013. De que te quiero, te quiero
- 2013. Amores verdaderos
- 2011-2012 Dos hogares ... Susana
- 2009. Zacatillo, un lugar en tu corazón ... Vanessa Soriano
- 2009. Verano de amor ... Eloísa
- 2008. Juro que te amo ... Candela
- 2007. Muchachitas como tú ... Lenny
- 2006. La fea más bella
- 2006. Código postal
- 2005. Mujer de madera
- 2005. Rebelde
- 2005. Sueños y caramelos
- 2005. Contra viento y mamarea
- 2005. La madrastra
- 2005. Pablo y Andrea ... Laura Ortiz
- 2005-2006 Alborada ... Caridad de Corza

## Programas Unitarios
- 2005. Bajo el mismo techo ... Valeria.
- 2005. Mujer, casos de la vida real Protagónico. Capítulo "Esclavas".
- 2005. Mujer, casos de la vida real Asesina. Capítulo "Habitación 103".
- 2006. ¡Qué locura!. (Venevisión)
- 2006. Incógnito (Sketch con Chipotes)
- 2007. Los 5 magníficos
- 2008. Los simuladores (Capítulo 4)
- 2008. Central de abasto (Cap. "¿Por qué lo hiciste, papá?")
- 2009. Mariano en tu vida
- 2010. Mujeres asesinas 3
- 2012. "Cápsulas "Olimpiadas Londres 2012" con el Guiri Guiri.
- 2012. Los héroes del norte (3)
- 2013. Como dice el dicho. (3)
- 2013. Todo incluido

## Experiencia en Teatro
- 2004-2005. "ANITA LA HUERFANITA"
- 2006-2007. Vaselina. Personaje: Frenchie.
- 2009. "EL SHOW DE TERROR DE ROCKY" Janet
- 2010 El mago de Oz ... Dorothy
- 2011. "LA DOBLE MORAL, DANZON EL MUSICAL"... Olvido
- 2012. "NUTRION" VITAMINA
- 2013. "LA FABRICA DE SANTA: RISILLAS
- 2014. "NUTRION 2.ª TEMPORADA" VITAMINA
- 2016. "SANTA CLAUS Y LA CARTA MISTERIOSA"
- 2022/2024 "BUSCO AL HOMBRE DE MI VIDA, MARIDO YA TUVE"
- 2024. "SOLO QUERÍA UNA MUÑECA"
- 2024. "QUÉ PLANTÓN", EL CONCIERTO

## Experiencia en Televisión
- 2016. Sorteos de Pronósticos
- 2015. Coaching Girls programa de revista.
- 2014. Las Chicas del Fut.
- 2013. Telejuegos
- 2013. Programa "RAVEN"
- 2008. PROMOCIONALES TELEVISA DEPORTES.
- 2005. VIDEO CLIP REBELDE.
- 2005. VIDEO CLIP THALIA, (CANTANDO POR UN SUEÑO).
- 2005. COMERCIAL ESMAS.COM.
- 2006. COMERCIAL ESPACIO 2006.
- 2006. COMERCIAL CHEVROLET.
- 2003. VIDEO PREMIOS GENTE TELEVISA.
- 1999. COMERCIAL GIGANTE.
- 98-99 PASARELA DE MODA EN CANAL 12.
- 98-99 IMAGEN DE TELEVISA BAJA CALIFORNIA.